# Haskell (Arkansas)
Haskell é uma cidade localizada no estado americano de Arkansas, no Condado de Saline.

## Demografia
Segundo o censo americano de 2000, a sua população era de 2645 habitantes.
Em 2006, foi estimada uma população de 3289, um aumento de 644 (24.3%).

## Geografia
De acordo com o United States Census Bureau, a localidade tem uma área de 12,1 km², dos quais 12,0 km² cobertos por terra e 0,1 km² cobertos por água. Haskell localiza-se a aproximadamente 91 m acima do nível do mar.

## Localidades na vizinhança
O diagrama seguinte representa as localidades num raio de 16 km ao redor de Haskell.